# Theophanu die Ältere
Theophanu (lateinische Form, mittelgriechisch Θεοφανώ Theophano, auch Theophania; * um 941; † 976) war eine byzantinische Kaiserin.
Theophanu wurde um das Jahr 941 als Tochter eines Schankwirts namens Krateros geboren. 957 wurde sie Gemahlin des späteren Kaisers Romanos II. Sie soll 959 ihren Gatten angestiftet haben, seinen Vater Konstantin VII. Porphyrogennetos zu vergiften.  Nach dem Tod des Romanos II. am 15. März 963 regierte seine erst zweiundzwanzigjährige Witwe zunächst als Vormund ihrer unmündigen Söhne Basileios II. und Konstantin VIII., wobei allerdings der Eunuch Joseph Bringas faktisch die politischen Zügel in Händen hielt.
Wegen der Schwäche ihrer Position beschloss Theophanu, ihre Regentschaft auf den tüchtigsten Feldherrn des Reiches abzustützen: General Nikephoros Phokas, der wegen seiner Erfolge im Osten „der bleiche Tod der Sarazenen“ genannt wurde. Erst nach einem internen Machtkampf mit dem führenden Minister Joseph Bringas konnte Nikephoros am 16. August 963 in Konstantinopel einziehen. Theophanu vermählte sich am 20. September mit dem neuen Kaiser, bald nachdem dieser den Thron bestiegen hatte.
Während einer von Theophanu ausgehenden Verschwörung wurde Nikephoros II. im Dezember 969 von General Tzimiskes ermordet, der dann den Kaiserthron als Johannes I. bestieg. Eine geplante Ehe Theophanus mit dem Usurpator scheiterte am Widerstand des Patriarchen Polyeuktos von Konstantinopel. Johannes vermählte sich darauf im November 971 zur eigenen Legitimation als Kaiser mit Theodora, einer anderen Angehörigen des früheren Kaiserhauses und ließ Theophanu in ein entlegenes Kloster verbannen. Theophanu die Ältere starb 976 im Alter von 35 Jahren auf der Insel Prinkipo.